# Museo de la Industria Armera de Éibar
El museo de la Industria Armera, Historia del Arte y Oficio Armero de Éibar es una instalación museística de la ciudad guipuzcoana de Éibar en el País Vasco, España. Está ubicado en la casa de cultura Portalea, antiguo edificio industrial reconvertido en casa de cultura. En este edificio tenía su sede la relevante fábrica de escopetas Aguirre y Aranzabal, AYA y es un ejemplar característico de la arquitectura industrial que se desarrolló en Éibar en el siglo XX.
Este museo, de carácter municipal, tiene como objetivo la conservación y difusión del patrimonio cultural e histórico que ha sido relevante en la historia de Éibar. La manufacturación del hierro,  en especial la fabricación de armas, que a lo largo del siglo XX derivó en la fabricación de otros productos, desde sacacorchos hasta motocicletas, pasando por bicicletas y máquinas de coser, ha sido, tradicional e históricamente, el motor económico de la población y de su comarca, el Bajo Deva.
El museo, ubicado en el centro de la ciudad, ofrece un recorrido histórico de la industria eibarresa, destacando la armera, desde el siglo XIV hasta el XXI. La colección principal, está basada en el fondo museístico que poseía la Escuela de Armería (escuela de formación profesional pionera en su género en España y que tenía, dentro otros objetivos fundacionales, el albergar y mantener una colección de armas que sirviera de estudio a sus alumnos y a las industrias de la localidad así como de escaparate de sus propios productos) al que se han añadido otras piezas donadas y adquiridas. Centrado en las armas, el museo se amplía para mostrar los otros productos e industrias que se han desarrollado en Éibar, como  el damasquinado, la fabricación de máquinas de coser, motocicletas, etc.

## Historia

### Los inicios
En 1910, el ayuntamiento de la entonces villa de Éibar, recogía la inquietud de un grupo de eibarreses que veían la necesidad de la creación de una escuela de formación,  donde se debía de unir la práctica y la teórica de los diferentes trabajos y especialidades de la industria eibarresa. Ese era el planteamiento inicial de lo que a la postre sería la Escuela de Armería. Junto a la escuela, se planteaba la necesidad de contar con un museo de armas, el cual sirviera como herramienta pedagógica para el alumnado, e incluso para las industrias locales, así como de escaparate de los productos producidos en la villa.
Las instalaciones inauguradas el 24 de junio de 1914, contaban ya con la sala del museo de armas, y ese mismo día, se publicaba el primer catálogo, Inauguración del Museo de Armería de la Villa de Éibar. Esa colección contaba con 580 armas de fuego, cortas y largas, seis modelos de armas blancas, y diferentes trabajos de mecánica realizados por los alumnos de la escuela. Estas armas procedían de donaciones realizadas por los industriales eibarreses, donaciones particulares, del banco de pruebas y del Ministerio de Guerra español. Parte de la colección, que iba siendo enriquecida con las donaciones de modelos de la industria local y adquisiciones realizadas al efecto, se perdió en 1936 cuando una muestra mandada a la  Exposición Internacional de Armería de 1936 de París, no pudo regresar debido a la Guerra Civil.

### Tras la Guerra Civil

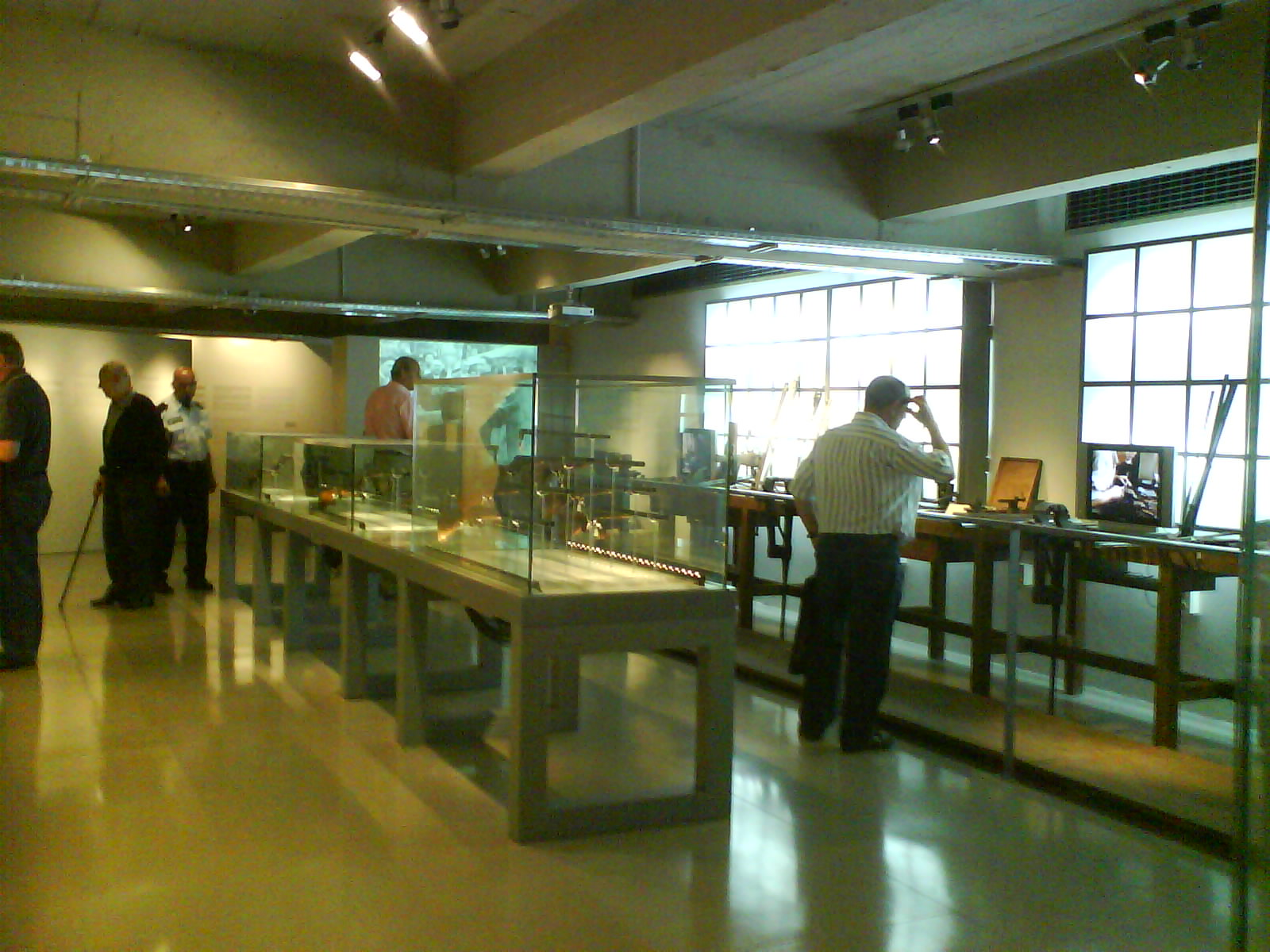
Sala de la escopeta.

Tras la guerra el museo permaneció en el olvido hasta 1960. Muchas de sus armas se perdieron durante la contienda y en el periodo de posguerra. En 1960, el entonces director de la Escuela de Armería, José Ormaechea, dedicó una sala de las nuevas instalaciones de la escuela a exhibir parte de la colección. En 1961, Ormaechea creó una comisión para recuperar el museo y hacer de este, uno de los mejores del estado. La Comisión, constituida por fabricantes de armas y otras personalidades municipales, se dirigió a  diversos Regimientos y Parques de Artillería del país y a fabricantes de armas, para así, solicitar armas antiguas junto con sus historiales y procedencias. Así mismo, se acuerda investigar los diferentes procesos de fabricación de las mismas.Tres de las piezas que partieron a la Exposición Internacional de Armería de París de 1936 fueron recuperadas gracias a las gestiones realizadas por  el armero José de Uria.
La celebración de cincuentenario de la fundación de la Escuela de Armería, fue un acicate para la consolidación del museo. La Comisión de Armeros y la Dirección de la Escuela, hizo encargo específico a José Ormaechea para proseguir consolidando el mismo. Ese año se integró a la comisión, el director del Banco de Pruebas, Carlos Ruiz, que continuaba la colaboración de su antecesor, José Junquera Quintía. Se procedió a realizar peticiones de piezas a armerías y a jefes de Estado extranjeros, muchos de ellos de países árabes. Las empresas de armas locales hicieron donaciones de sus productos y se editó el segundo catálogo, que recogía un minuciosos y detallado inventario de la colección, así como una serie de artículos relacionados con el mundo armamentístico.
El museo, ubicado en la última planta del primitivo edificio de la Escuela de Armería, permaneció cerrado al público, y solo se abría en ocasiones especiales, como la visita de autoridades y personalidades. En 1984, se editó un nuevo catálogo, en el que participaron el experto en armas antiguas, Juan Luis Calvó, el escritor  Juan San Martín, que hizo el prólogo y Ramiro Larrañaga, investigador de la historia armera. Este catálogo fue subvencionado por la Diputación Foral de Guipúzcoa.

### Las nuevas instalaciones
En el año 2000, después de diversas conversaciones y de perfilar el viejo proyecto de abrir un museo en Éibar que pudiera mostrar la riqueza industrial e histórica de la ciudad, la Escuela de Armería hace donó de la colección de armas al ayuntamiento de Éibar.
Dio comienzo la gestión del proyecto del museo de armas con su ubicación en la 5.ª planta de la nueva casa de cultura Portealea, que anteriormente ocupaba los pabellones industriales del edificio AYA. El 18 de enero de 2007 se inaugura la primera parte del museo, formando parte del proyecto Éibar, ciudad taller que, entre otros objetivos, tiene la conservación y la difusión de la Memoria Histórica y el Patrimonio de la localidad. Cuenta con importantes donaciones del Dpto. para la Innovación y de la Dirección General de Cultura de la Diputación Foral de Guipúzcoa y del Dpto. de Industria, Comercio y Turismo del Gobierno Vasco, así como de donaciones particulares.
El 13 de mayo de 2009, se inauguró la segunda parte del museo, en el que se incorporaron elementos audiviosuales que narran la vida del pueblo armero, desde el siglo XIV hasta nuestros días. Está ampliación, sumó 700 m² más a los ya existentes, haciendo que la superficie total sea de 1200 m². El ámbito histórico, tiene su comienzo en el siglo XIV, en lugar del XVI como tenía anteriormente. Se hizo hincapié en los aspectos sociales y económicos de la industria a través del tiempo, así se destacó el papel de la sociedad gremial y como esta pasó a la industrial, a los movimientos sociales y tecnológicos.
La exposición se amplia con la introducción de otros productos fabricados en la ciudad, como bicicletas, máquinas de coser, máquinas de escribir, objetos de hogar, etc.

## Símbolos asociados al museo
La propia ubicación del museo está asociada íntimamente a lo que él mismo refleja, la historia y patrimonio industrial de Éibar. Así mismo, el logotipo refleja una de las herramientas principales del trabajo del hierro. Es un tornillo de banco utilizado para sujetar las piezas mientras se realizan diferentes trabajos como el limado.

### El edificio AYA

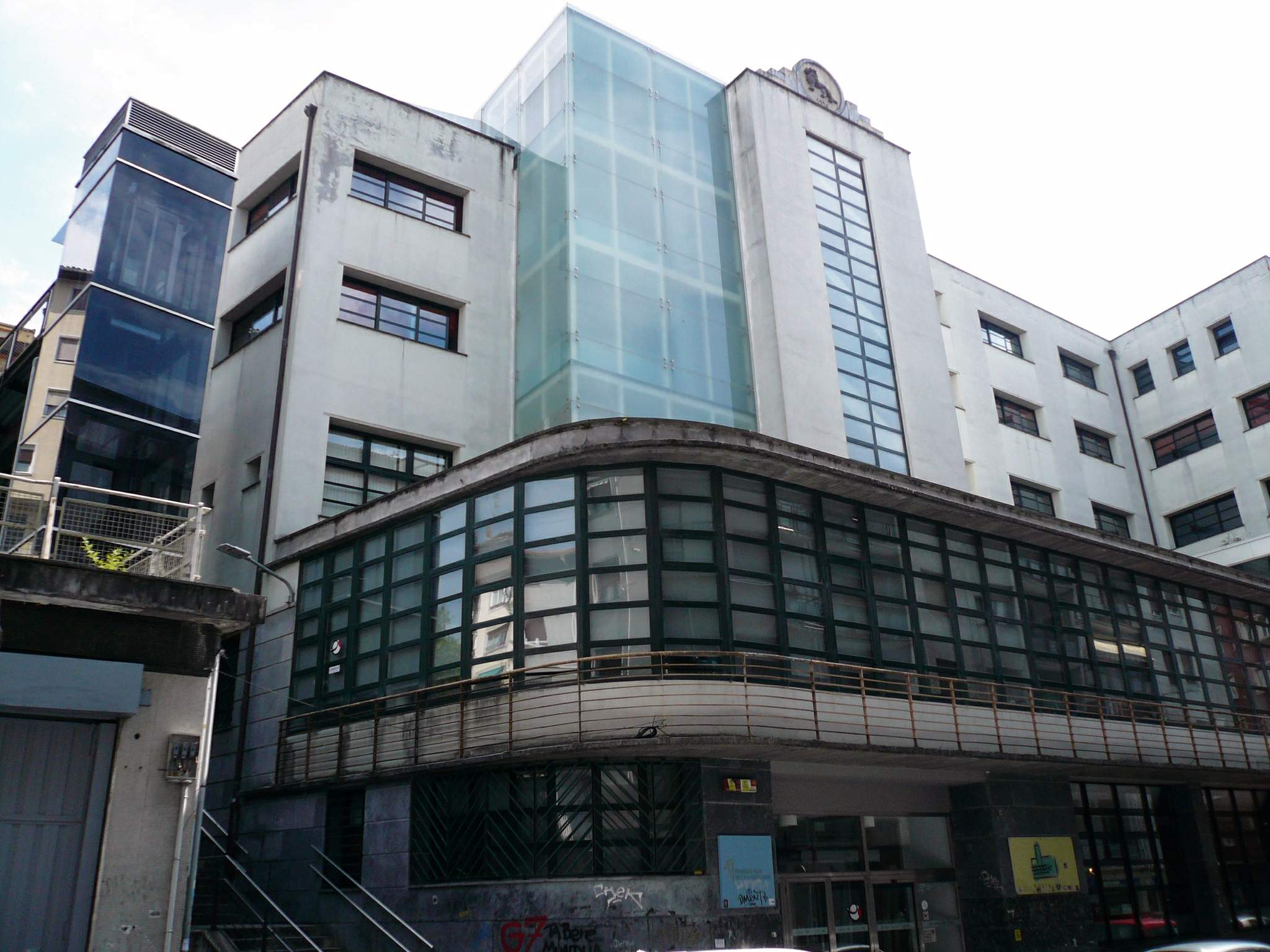
Vista general del edificio AYA.

Situado en pleno centro de la ciudad, a pocos metros de la iglesia parroquial de San Andrés Apóstol, el edificio AYA, es un ejemplar relevante de la arquitectura industrial realizada en Éibar a mediados del siglo XX. 
La propia ubicación, da fe de una de las características esenciales del urbanismo eibarrés, la mezcla de industria con vivienda, sin distinción entre los espacios industriales y los residenciales. Esta característica, originaria del trabajo gremial que históricamente se había realizado en la población (cada casa hacía una parte del producto y este iba pasando de portal en portal hasta su confección final, decían que todo Éibar era un taller) ha dado un carácter especial a la población, marcando sus características urbanísticas.
El edificio en cuestión, es característico de los realizados en la población en ese período. Mantiene una tipología industrial racionalista. Está realizado en hormigón armado, y se erige en varias alturas, adaptándose al desnivel del terreno, característica esta de las construcciones industriales eibarresas donde la orografía obligaba a aprovechar el escaso terreno para la construcción. Lo proyectó el arquitecto Raimundo Alberdi y Abaunz, en 1926, y se construyó a finales de la década de los años 30. Tras la guerra civil, se modificó y amplió a partir de 1951 quedando con la actual apariencia en 1960.
La empresa de fabricación de escopetas Aguirre y Aranzabal S.A.  ocupó el edificio desde 1940 hasta que, en unión con otras empresas eibarresas de fabricación de escopetas, participó en la operación de reforma del sector; liderada por el Gobierno Vasco, que consistió en la unificación de empresas y la creación de nuevas instalaciones con moderna maquinaría, en la cercana localidad de Itziar en Deba. Está operación fracasó y  la marca continuó viva pero reducida a un pequeño taller de escopetas artesanales de gran calidad. El edificio acabó en manos municipales a finales de los años 80 del siglo XX. 
Una de las parte que más sobresale, corresponde a la caja de las escaleras que se alza sobre las terraza del último piso (las cubiertas son terrazas inundadas). En lo alto, se ubica el símbolo gráfico de Aguirre y Aranzabal, un león, sobre las siglas AYA.
El ayuntamiento de Éibar, decidió rehabilitar el edificio y convertirlo en casa de cultura. El proyecto contemplaba la ubicación del museo en su quinta planta, ocupando una superficie de 500 m² que posteriormente se ampliarían a 1.200.

### El tornillo de banco
El tornillo de banco o torno de banco es una herramienta fundamental en la manufactura de cualquier producto del hierro o cualquier otro material que tenga que sujetarse para trabajarlo. En el proceso de fabricación de armas, son abundantes las operaciones manuales en las que las diferentes piezas deben estar bien sujetas. Operaciones como aserrado, limado o marcado, precisan de una eficaz sujeción, a la vez que ágil y fácil de manejar. Estas características son, precisamente, las que posee esta herramienta.
En cualquier taller mecánico hay al menos un tornillo de banco. Es la herramienta que identifica al hombre con la labor del trabajo y se pierde en la historia. Por ello, fue elegido como motivo de la imagen corporativa del museo y logotipo del mismo.

## El museo

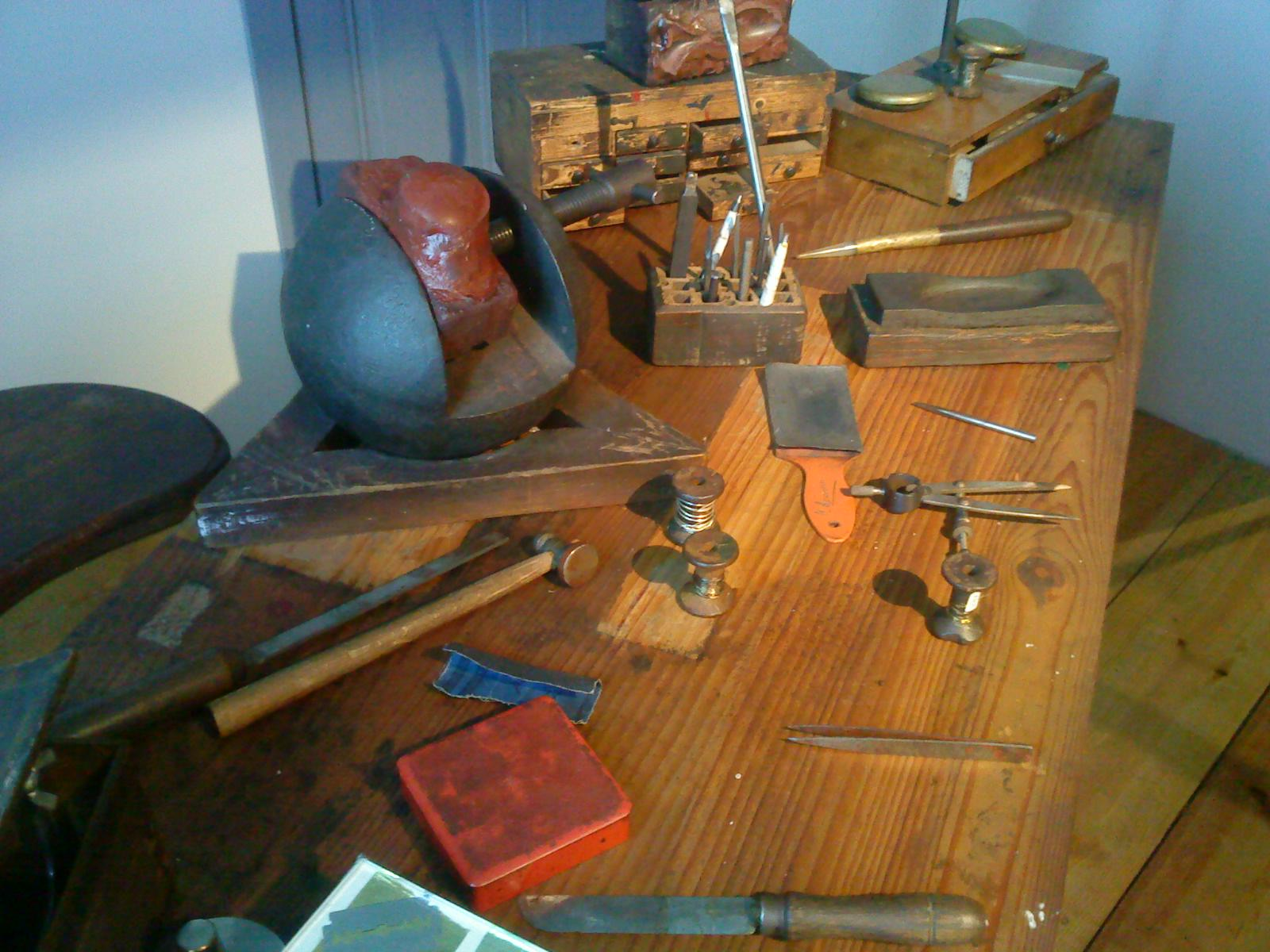
Mesa de trabajo de un damasquinador.

Con una superficie de 1200 m², el museo de la Industria  Armera de Éibar consta de dos áreas bien diferenciadas; la de servicios y el área de exposición.

### Área de servicios
En esta sección se halla la recepción en donde se presta servicio de acogida al visitante y de guardarropía. Seguidamente, hay un punto de información donde se exponen datos sobre la colección y su contexto. Aquí el visitante puede ver tres documentales en donde se expone la historia de la colección, la historia del edificio y la presentación de la realidad productiva actual de Éibar.
El área de servicios se complementa con un servicio de documentación en el cual se puede acceder a una base de datos y a extensa bibliografía sobre el tema que trata el museo. También hay una pequeña tienda  y una zona de descanso.

### Área Expositiva
Formada por una sucesión de salas, el área de exhibición del museo es la más extensa. Todas las salas tienen un pequeño audiovisual explicativo de la misma. El recorrido comienza en orden cronológico, que corresponde a la evolución tecnológica de la industria de fabricación de armas de fuego, de tal forma que el visitante tiene una visión de la evolución histórica y tecnológica de la fabricación de armas de fuego. Completando la exposición de las armas, se muestran elementos referenciales a su procedencia, así como al uso y contexto histórico.
El audiovisual inicial, muestra al visitante un  recorrido a través de los 600 años de la industria armera en la comarca del Bajo Deba.
La primera sala, está dedicada a las armas de los siglos XVI y XVIII. con armas de fuego del sistema de avancarga (armas que se cargaban por la parte delantera del cañón). La segunda sala, con armas del siglo XIX, guarda ejemplares que utilizan la chispa como forma de ignición. Estas salas están dentro del ámbito denominado "Antecedentes industriales" y presentan los orígenes de la industria armera y la organización industrial en la época gremial.
Una de las salas siguientes, hace referencia a las armas de pistón, y la otra, a las de retrocarga (que se cargan por la parte trasera del cañón). Estas salsas se encuadran dentro del ámbito denominado "'Tiempo", donde  se muestra  la evolución sufrida en la armería, consecuencia de los grandes avances tecnológicos acaecidos en el siglo XIX, en especial, en la carga de armas y cartuchería. También quedan reflejadas en estas salas el proceso de la pérdida de la gremialidad dando pasos a la industrialización. 
La siguiente sala, está dedicada a las armas del siglo XX con escopetas de caza, revólveres y pistolas para la defensa personal y algunas armas de guerra como los subfusiles. Estas salsas se encuadran dentro del ámbito denominado "'Industrialización", donde  se muestra el proceso surgido en el siglo XX donde la producción llegó a cotas muy altas, aún basándose en patentes extranjeras
Las técnicas de decoración, entre las que destacan el grabado y el damasquinado, tienen un tratamiento diferenciado, lo mismo que los revólveres avisperos  (arma corta de cañones giratorios) que tienen un tratamiento especial. 
Por último, la exposición se completa con una gran vitrina de armas actuales fabricadas en la localidad. Escopetas de caza y armas de tiro deportivo, que han sido donadas por los diferentes fabricantes. 
Finalmente se muestra una simulación del proceso de fabricación de una escopeta. Se ha simulado todo un banco de fabricación donde se representan las labores más características. Estas están explicadas en vídeos.
Tras la ampliación de mayo de 2009, se realiza un recorrido desde la población anterior al nacimiento de la villa de Éibar, siglo IV, y la importancia de la ubicación y los recursos naturales existentes hasta el final de la era gremial en el siglo XIX. Este recorrido se concreta desde la sala 11 hasta la 14. Las viejas tecnologías y relaciones comerciales quedan patentes en el mismo, explicando como son las bases del florewcimiento industrial y social que se da en Éibar a principios del siglo XX. Esté florecimiento, con sus crisis, culmina con el periodo republicano, periodo en el que Éibar tuvo un relevante papel. Esto está expuesto en la sala 15.1. Las  otras salas 15, comprenden el periodo de postguerra y dictadura franquista, en el cual, la industria eibarresa tuvo un amplio desarrollo y diversificación.
La sala 16 expone el periodo de crisis que caracterizó el final del siglo XX. Ya a comienzo de los años 70 de dicho siglo, con la llamada crisis del petróleo, se emprendió una caída de la producción que se fue acentuando según avanzaba el siglo. Muchas empresas cerraron, y otras muchas se trasladaron de ubicación, abandonando la ciudad. Éibar perdió casi la mitad de su población y buena parte del tejido industrial.
La última sala de la exposición, la 17, está ocupada por un gran audiovisual en donde se muestra el nuevo dinamismo de la ciudad. Este dinamismo, tanto urbano, social como industrial, se refleja en los cambios urbanos que se han venido produciendo así como el nacimiento de nuevas empresas basadas en nuevas tecnologías.